# Internet Assigned Numbers Authority
 (août 2024).
L’Internet Assigned Numbers Authority (IANA) est un département de l'ICANN, une société américaine privée à but non lucratif qui supervise l'allocation globale des adresses IP, l'allocation des numéros de systèmes autonomes, la gestion de la zone racine dans les Domain Name System (DNS),

## Historique
L'IANA a été créée à l'initiative de Jon Postel.
Depuis 1998, elle est une composante de l'ICANN, l'autorité suprême de régulation de l'Internet.

## Ressources gérées par l'IANA
Noms de domaine
L'IANA gère la zone racine du DNS (assignations de domaines de premier niveau) ainsi que les délégations dans les zones .int et .arpa.
Numéros d'AS
L'IANA affecte des blocs de AS aux registres Internet régionaux.
Adresses IP
L'IANA a découpé l'espace d'adressage IPv4 en 256 blocs /8. Chacun de ces blocs est libre, réservé, assigné dans le passé ou alloué à un registre Internet régional
Pour IPv6, l'IANA assigne des blocs de taille /12 à /23 aux RIR
Numéros de protocoles et de port
L'IANA gère également les numéros de protocoles de nombreux protocoles différents sur IP, tels que ARP, DHCP, EAP, HTTP, ICMP, IMAP, LDAP ou encore BGP.
L'IANA publie notamment la liste des numéros de ports TCP et UDP. Cette liste est reprise par les différents systèmes d’exploitation (Windows, macOS, Unix, Linux, etc.).